# NBA All-Star Game 1967
L'NBA All-Star Game 1967, svoltosi a San Francisco, vide la vittoria finale della Western Division sulla Eastern Division per 135 a 120.
Rick Barry, dei San Francisco Warriors, fu nominato MVP della partita.

## Squadre

### Western Division
| Western Division |                        |     |     |     |     |     |     |     |     |
| Giocatore        | Squadra                | MIN | FGM | FGA | FTM | FTA | RIM | AST | PT  |
| Rick Barry       | San Francisco Warriors | 34  | 16  | 27  | 6   | 8   | 6   | 3   | 38  |
| Elgin Baylor     | Los Angeles Lakers     | 20  | 8   | 14  | 4   | 4   | 5   | 5   | 20  |
| Nate Thurmond    | San Francisco Warriors | 42  | 7   | 16  | 2   | 4   | 18  | 0   | 16  |
| Guy Rodgers      | Chicago Bulls          | 28  | 0   | 4   | 1   | 1   | 2   | 8   | 1   |
| Jerry West       | Los Angeles Lakers     | 30  | 6   | 11  | 4   | 4   | 3   | 6   | 16  |
| Darrall Imhoff   | Los Angeles Lakers     | 6   | 0   | 7   | 0   | 0   | 7   | 1   | 0   |
| Jerry Sloan      | Chicago Bulls          | 22  | 4   | 9   | 0   | 0   | 4   | 4   | 8   |
| Dave DeBusschere | Detroit Pistons        | 25  | 11  | 17  | 0   | 0   | 6   | 0   | 22  |
| Bill Bridges     | St. Louis Hawks        | 17  | 4   | 5   | 0   | 2   | 3   | 3   | 8   |
| Lenny Wilkens    | St. Louis Hawks        | 16  | 2   | 6   | 2   | 3   | 2   | 6   | 6   |
| Totale           |                        | 240 | 58  | 116 | 19  | 26  | 56  | 36  | 135 |
| All. Fred Schaus | Los Angeles Lakers     |     |     |     |     |     |     |     |     |

MIN: minuti. FGM: tiri dal campo riusciti. FGA: tiri dal campo tentati. FTM: tiri liberi riusciti. FTA: tiri liberi tentati. RIM: rimbalzi. AST: assist. PT: punti

### Eastern Division
| Eastern Division  |                    |     |     |     |     |     |     |     |     |
| Giocatore         | Squadra            | MIN | FGM | FGA | FTM | FTA | RIM | AST | PT  |
| Bailey Howell     | Boston Celtics     | 14  | 1   | 4   | 2   | 2   | 2   | 1   | 4   |
| Willis Reed       | New York Knicks    | 17  | 2   | 6   | 0   | 0   | 9   | 1   | 4   |
| Wilt Chamberlain  | Philadelphia 76ers | 39  | 6   | 7   | 2   | 5   | 22  | 4   | 14  |
| Oscar Robertson   | Cincinnati Royals  | 34  | 9   | 20  | 8   | 10  | 2   | 5   | 26  |
| Hal Greer         | Philadelphia 76ers | 31  | 5   | 16  | 7   | 8   | 4   | 1   | 17  |
| John Havlicek     | Boston Celtics     | 17  | 7   | 14  | 0   | 0   | 2   | 1   | 14  |
| Don Ohl           | Baltimore Bullets  | 22  | 5   | 13  | 7   | 7   | 1   | 2   | 17  |
| Bill Russell      | Boston Celtics     | 22  | 1   | 2   | 0   | 0   | 5   | 5   | 2   |
| Chet Walker       | Philadelphia 76ers | 22  | 6   | 9   | 3   | 4   | 4   | 2   | 15  |
| Jerry Lucas       | Cincinnati Royals  | 22  | 3   | 5   | 1   | 1   | 7   | 2   | 7   |
| Totale            |                    | 240 | 45  | 96  | 30  | 37  | 58  | 24  | 120 |
| All. Red Auerbach | Boston Celtics     |     |     |     |     |     |     |     |     |

MIN: minuti. FGM: tiri dal campo riusciti. FGA: tiri dal campo tentati. FTM: tiri liberi riusciti. FTA: tiri liberi tentati. RIM: rimbalzi. AST: assist. PT: punti